# ختایی (بابک)
ختایی (به لاتین: Xətai، تا ۲۰۰۰ سووت‌آباد Sovetabad) یک منطقه مسکونی در جمهوری آذربایجان است که در شهرستان بابک واقع شده است.